# جوردون ألبورت
غوردون ويلارد ألبورت (بالإنجليزية: Gordon Allport)‏ (11 من نوفمبر 1897م - 9 من أكتوبر 1967م) هو عالم نفس أمريكي. كان ألبورت من أوائل علماء النفس الذين اهتموا بدراسة الشخصية، ودائمًا ما يشار إليه بأنه أحد من وضعوا أساس علم نفس الشخصية. أسهم ألبورت في تأسيس معايير القيم، ورفض منهج التحليل النفسي للشخصية، حيث كان يعتقد أنه دائمًا ما يتعمق أكثر من اللازم. كما رفض ألبورت أيضًا منهج السلوك، حيث كان يرى أنه ليس عميقًا بالقدر الكافي. كان ألبورت دائمًا يؤكد على تميز كل فرد، وعلى ضرورة دراسة حاضر كل فرد، وليس ماضيه، لفهم شخصية ذلك الفرد.
يعتبر ألبورت من المؤثرين بشكل عميق ومستمر في مجال علم النفس، على الرغم من أن أعماله لم تنل نفس القدر الذي نالته أعمال غيره من الشهرة الواسعة. واكتسب ألبورت جزءًا من أهميته ودوره في علم النفس بسبب براعته في الهجوم، وأفكاره الكثيرة عن العديد من الموضوعات المثيرة للاهتمام (مثل الشائعات، والتحيز، وسمات البشر). ونال ألبورت أهميته أيضًا من خلال عمله بالتدريس، حيث اعتاد أن يترك انطباعًا قويًا ومستمرًا في نفوس طلابه، والذين أصبح لكثير منهم شأنٌ كبير في مجالات علم النفس بعد ذلك. ومن ضمن طلاب ألبورت جيروم برونر وأنتوني جرينوالد وستانلي ميلجرام وليو بوستمان وتوماس بيتيجرو وإم بريوستر سميث. وكان أخوه فلويلد هنري ألبورت أستاذًا لعلم النفس الاجتماعي وعلم النفس السياسي في كلية ماكسويل للمواطنة والشؤون العامة بجامعة سيراكوز (في سيراكوز، نيويورك،الولايات المتحدة الأمريكية)، منذ عام 1924م إلى 1956م، وعمل أيضًا كأستاذ زائر في جامعة كالفورنيا، بيركلي.

## وصلات خارجية
- جوردون ألبورت على موقع الموسوعة البريطانية (الإنجليزية)
- جوردون ألبورت على موقع إن إن دي بي (الإنجليزية)

- Allports classic paper on autonomy of motives at Classics in the History of Psychology page.